# Villamantilla
Villamantilla es un municipio y localidad española de la Comunidad de Madrid. El término municipal tiene una población de 1624 habitantes (INE 2024).

## Geografía
La localidad está situada a una altitud de 550 m sobre el nivel del mar.
| Noroeste: Colmenar del Arroyo | Norte: Navalagamella | Noreste: Villanueva de Perales |
| Oeste: Chapinería             |                      | Este: Villanueva de Perales    |
| Suroeste: Aldea del Fresno    | Sur: Villamanta      | Sureste: Villamanta            |

## Historia
El origen de Villamantilla es incierto, existiendo varias teorías acerca del mismo, pero se asegura que en sus tierras ya se asentaron romanos, dando prueba de ello una serie de hallazgos arqueológicos que se han dado en el término municipal. También se han encontrado tumbas de piedra pertenecientes a la época visigoda en los márgenes del río Perales. También se dice que puede ser que Villamantilla fuera fundada por algunos habitantes de su vecina Villamanta, que no estando de acuerdo con el pago de los impuestos cambiaran de residencia.
Se dice que Villamantilla como tal fue fundada por pastores en los siglos XII y XIII, pastores procedentes de Segovia y seguramente atraídos por la abundancia de pastos con los que cuenta el municipio. Villamantilla consiguió la separación de Segovia en 1615 bajo el reinado de Felipe III de Austria por el valor de 56 250 maravedíes, aunque fue bajo el reinado del hijo del anterior, Felipe IV, cuandoTambs anecdótico que en Villamantilla existiese en su día una horca en el paraje denominado como Cerro la Horca, obteniendo el privilegio de ajusticiar malhechores, aunque no se tenga constancia de que eso sucediese. Por este motivo, los habitantes de Villamantilla son conocidos en los pueblos cercanos con el sobrenombre de "colgaos"
A mediados del siglo XIX el lugar tenía contabilizada una población de 412 habitantes. Aparece descrito en el decimosexto volumen del Diccionario geográfico-estadístico-histórico de España y sus posesiones de Ultramar de Pascual Madoz de la siguiente manera:

VILLAMANTILLA: v. con ayunt.de la prov. y aud. terr. de Madrid (6 leg.), part. jud. de Navalcarnero (2), c. g. de Castilla la Nueva, dióc. de Toledo (10). sit. en terreno montuoso, reinan los vientos E. y O., y su clima sano y sujeto á catarrales, y algunas afecciones de pecho. Tiene 100 casas, una plaza, casa de ayunt., cárcel y posada pública; escuela de instruccion primaria comun á ambos sexos, dotada con 2,190 rs., y una igl. parr. (San Miguel) con curato de entrada y de provision ordinaria; de la que es anejo Villanueva de Perales: en los afueras se encuentran 2 ermitas, San Sebastian y San Antonio, y el cementerio ventilado; y una fuente de buenas aguas. Confina el térm. N. Navalagamella, Colmenar y Chapineria; E. Villanueva de Perales; S. Villamanta, y O. Aldea del Fresno: se estiende 1/4 de leg. poco mas ó menos, en todas direcciones, y comprende mucho monte, bastante poblado de encina, que pertenece al comun de vec., y abundante viñedo; le cruza por el O. un arroyo titulado Peralejos. El terreno es montuoso de 1.ª, 2.ª y 3.ª calidad, caminos de herradura y vecinales. El correo se recibe en la cab. del part. prod.: trigo, cebada, centeno y vino: mantiene ganado vacuno, mular y de cerda, y cria caza de liebres, conejos y perdices: ind.: un molino harinero; el comercio está reducido á la esportacion de vino y algun grano. pobl.: 96 vec., 412 alm. cap. prod.: 2.668,013 rs. imp. 138,405. contr. 9'65 por 100. El presupuesto municipal asciende á 12 ó 14,000 rs., que se cubren con el producto de propios y reparto vecinal.
(Madoz, 1850, p. 180)

En la novela Nazarín, de Benito Pérez Galdós, el sacerdote protagonista de la novela atiende con gran estoicismo a los enfermos de viruela del pueblo.

## Demografía
Cuenta con una población de 1624 habitantes (INE 2024).
| Gráfica de evolución demográfica de Villamantilla entre 1842 y 2021                                                   |
| |
| Población de derecho según los censos de población del INE. Población de hecho según los censos de población del INE. |

## Administración
En las primeras elecciones democráticas Villamantilla aupó a la UCD, partido de Adolfo Suárez, al gobierno del municipio. No obstante, a partir de la II Legislatura, Villamantilla ha sido gobernada sucesivamente por alcaldes del Partido Popular (Alianza Popular antes de su reconversión en 1989): Juan Francisco García Martín y, actualmente, Juan Antonio de la Morena Doca.

## Símbolos

Escudo de Villamantilla

El escudo heráldico y la bandera que representan al municipio fueron aprobados de manera oficial el 9 de enero de 1996. El escudo sigue el siguiente blasón:

Partido. Primero de azur, balanza de plata. Segundo de gules, acueducto de dos órdenes de plata sobre 10 peñascos, todo de plata. Entado en punta de plata tres espigas de trigo de sinople. Timbrado Corona Real Española.
Boletín Oficial del Estado nº 42 de 18 de febrero de 1997

La descripción textual de la bandera municipal es la siguiente:

De proporciones 2:3. Paño blanco en la mitad superior y azul en la inferior. Brochante al centro el escudo municipal.
Boletín Oficial del Estado nº 42 de 18 de febrero de 1997

## Transportes
El municipio tan solo dispone de una línea de autobús, operada por Arriva Madrid, pero no comunica con Madrid capital. Dicha línea es:
| Línea | Recorrido                                                          |
| ----- | ------------------------------------------------------------------ |
| 531A  | Móstoles (Hospital Rey Juan Carlos) - Navalcarnero - Villamantilla |

## Fiestas y tradiciones
Villamantilla destaca por ser un pueblo con tradiciones muy arraigadas y muy numerosas. 
Fiestas del Niño y los quintos (1 de enero)
Las fiestas de los quintos se celebran en torno a la festividad del Santo Niño, el 1 de enero. Las celebraciones comienzan el 30 de diciembre, con la tradicional Ronda, en la que se canta a las mozas casaderas del pueblo. La Ronda constituye la más importante de las muestras del folclore tradicional del municipio. El día 31, por la mañana, se lleva a cabo la corta de leña y la preparación del carro. La leña se quema esa madrugada en la conocida como luminaria. Los quintos invitan a todo aquel que se acerque a acompañarlos de los tradicionales chorizos, acompañados de vino y otras viandas, para después hacer la entrada del carro en el pueblo. La fiesta continúa la noche de fin de año con un gran baile. Ya en la mañana del día 1 los quintos amenizan las calles tocando diana y pidiendo el aguinaldo acompañados por una charanga. Al mediodía, misa y procesión del Niño. Terminan estas fiestas con un nuevo baile público la tarde-noche del día de Año Nuevo. 
Festividad de Santa Perpetua (7 de marzo)
La patrona del municipio, Santa Perpetua, cuya festividad se celebra el 7 de marzo, lleva asociada la celebración de un certamen de postres, elaborados artesanalmente por los habitantes del municipio. 
Semana Santa
Durante la Semana Santa se llevan a cabo varias actividades religiosas, entre las que destacan, las procesiones de Domingo de Ramos, Viernes Santo y el Encuentro, el domingo de Resurrección, en esta última, en el momento de la aproximación del Niño y la Virgen los más pequeños sueltan golondrinas capturas la noche anterior. 
De nuevo los quintos toman el protagonismo con la celebración de la fiesta del Mayo, el sábado de gloria. En ella se tala un chopo o un álamo blanco que es llevado a la plaza del pueblo en donde se coloca la madrugada del ese mismo día adornado con retamas, huevos y un pelele. Antes, los quintos invitan a los asistentes a un almuerzo en el lugar de la corta. El Mayo permanece en la plaza hasta finales del mes de junio. 
Fiestas de San Miguel (29 de septiembre)
Las fiestas mayores del municipio se celebran en honor a San Miguel Arcángel (29 de septiembre), normalmente el último fin de semana del mes de septiembre o el primero de octubre. En ellas destacan los encierros, famosos en la zona, y las peñas. No faltan bailes, espectáculos taurinos, fuegos artificiales y otras actividades para niños y mayores. 
Navidades
Aunque dentro de las Navidades el mayor protagonismo festivo lo tienen las celebraciones de los quintos, durante esas fechas tienen lugar también otras actividades, especialmente destacable la Cabalgata de Reyes, en la tarde del día 5 de enero, donde vecinos del pueblo disfrazados de árabes marcan un camino de antorchas a lo largo del recorrido. 
A lo largo del año destacan otras festividades, como los Carnavales o tradicional matanza del cerdo, a primeros de diciembre, impulsada en los últimos años por el Ayuntamiento, en un esfuerzo por no perder una tradición castellana bastante olvidada.

## Educación
Villamantilla cuenta con la casa de niños "La Jara" y con el colegio público "San Miguel".

## Gastronomía
La cultura gastronómica de Villamantilla se divide en dulces típicos, tales como el hornazo, carnes de caza, deporte que goza de muchos admiradores en el municipio y bastante abundante en la zona, el cereal (antiguamente Villamantilla era conocida por su producción de garbanzo), los salazones, los fabulosos patés de la zona y el vino de la tierra.